# Cwm (Denbighshire)
Cwm (Ausspracheⓘ) ist ein Ort und eine Community in der walisischen Principal Area Denbighshire nahe der Küste der Irischen See. Die Community hatte gemäß dem Zensus 2011 378 Einwohner.

## Geographie
Die Community Cwm liegt im Norden von Denbighshire südlich des Seebades Prestatyn und nordöstlich von St Asaph. Im Süden der Community verläuft die A55 road. Auf dem Gebiet der Community befindet sich der 302 Meter hohe Berg Mynydd y Cwm sowie der 238 Meter hohe Berg Marian Ffrith. Zudem gibt es neben dem Hauptort Cwm mehrere weitere Ansiedlungen wie Marian Cwm. Der Hauptort liegt auf circa 101,1 Metern Höhe.
Die Community liegt im Grenzbereich zwischen Denbigh- und Flintshire. So grenzt sie im Norden sowohl an die zu ersterem gehörende Community Dyserth als auch an die zu zweiterem gehörende Community Trelawnnyd and Gwaenysgor, im Osten an die zum Flintshire gehörende Community Whitford, im Süden an die zum Denbighshire gehörenden Communitys Tremeirchion und Waen und im Westen an Rhuddlan.

## Geschichte
Cwm wird in dem Anfang der 1870er-Jahre erschienenen Buch Imperial Gazetteer of England and Wales beschrieben, dort wird als Alternativbezeichnung der Name Combe erwähnt.

### Einwohnerentwicklung
| Jahr      | 1801 | 1811 | 1821 | 1831 | 1841 | 1851 | 1861 | 1871 | 1881 | 1891 | 1901 | 1911 | 1921 | 1931 | 1941 | 1951 | 1961 | 1971 | 1981 | 1991 | 2001 | 2011 |
| --------- | ---- | ---- | ---- | ---- | ---- | ---- | ---- | ---- | ---- | ---- | ---- | ---- | ---- | ---- | ---- | ---- | ---- | ---- | ---- | ---- | ---- | ---- |
| Einwohner | 415  | 384  | 383  | 442  | 527  | 558  | ?    | ?    | 418  | 350  | 346  | 362  | 394  | 358  | ?    | 316  | 348  | ?    | ?    | ?    | ?    | 378  |

## Verkehr und Infrastruktur
Durch die Community führen mehrere größere Straßen, darunter beispielsweise die A55 road von Chester nach Holyhead. Durch Cwm fährt zudem eine Buslinie, die zwischen Denbigh und Cwm selbst verkehrt. Zudem liegt mit dem Rhedyn Coch Farm Airstrip ein kleiner Flughafen auf dem Gebiet der Community.

## Bauwerke
Auf dem Gebiet der Community stehen insgesamt 19 in die Statutory List of Buildings of Special Architectural or Historic Interest aufgenommene Gebäude. Eine Mehrheit von dreizehn Gebäuden sind Grade II buildings (beispielsweise das aus dem 17. Jahrhundert stammende Farmhaus Marian Mawr), die übrigen Gebäude, beispielsweise die Church of SS Mael and Sulien oder mehrere Farmhäuser, sind Grade II* buildings.

## Persönlichkeiten
- Dafydd Ddu o Hiraddug († 1370), walisischer Gelehrter und Dichter, wurde in der Nähe von Cwm begraben